# Rhenea mediata
Rhenea mediata är en fjärilsart som beskrevs av Walker 1865. Rhenea mediata ingår i släktet Rhenea och familjen tandspinnare. Inga underarter finns listade.